# Селиванов, Александр Иванович (учёный)
Александр Иванович Селива́нов (14 августа 1908, Вологодская губерния — 10 октября 1976, Кисловодск) — советский учёный, академик ВАСХНИЛ.

## Биография
Родился 1 (14 августа) 1908 года в деревне Вторая Борисовская (ныне Ленский район (Архангельская область)). 
Окончил ЛПИ имени М. И. Калинина (1931).
В 1931—1941, 1944—1953 и 1959—1961 годах работал во ВНИИ механизации сельского хозяйства (ВИМ): аспирант, научный сотрудник, руководитель группы, руководитель лаборатории ремонта тракторов, с 1959 заместитель директора по научной части. Член ВКП(б) с 1940 года.
В 1941—1944 годах служил в РККА, участник Великой Отечественной войны.
В 1953—1969 годах — и. о. директора и заместитель директора по научной части, в 1969—1970 старший научный сотрудник Всесоюзного н.-и. технологического института ремонта и эксплуатации машинно-тракторного парка (ГОСНИТИ).
В 1968—1970 годах по совместительству заведующий кафедрой ремонта и надёжности машин МИИСП имени В. П. Горячкина.
Заместитель директора по научной работе (1970), и. о. директора (1971—1972), первый заместитель директора по научной работе (1972—1976) Сибирского НИИ механизации и электрификации сельского хозяйства.
Доктор технических наук (1959), профессор (1961), академик ВАСХНИЛ (1970).
Один из основоположников науки о ремонте машин.

## Награды и премии
- Сталинская премия второй степени (1951) — за разработку и внедрение в сельское хозяйство методов восстановительного ремонта базисных деталей тракторов старых марок
- три ордена Трудового Красного Знамени (1949, 1954, 1967)
- орден Красной Звезды (26.11.1944, был представлен к ордену Отечественной войны II степени)
- орден «Знак Почёта» (1945)
- медаль «За отвагу» (15.6.1943)
- Малая золотая медаль ВСХВ (1939)
- ещё три медали ВДНХ.